# Abenteuer in Wien
Abenteuer in Wien ist ein in österreichisch-amerikanischer Koproduktion entstandener Spielfilm aus dem Jahr 1952. Der Film wurde unter der Regie von Emile Edwin Reinert realisiert und wird dem Film noir zugerechnet. Er war die erste österreichisch-amerikanische Koproduktion eines Tonfilms. Das Drehbuch von Michael Kehlmann und Franz Tassié nach einem Originaldrehbuch von Robert Thoeren (ungenannt) basiert auf Motiven des Romans Ich war Jack Mortimer von Alexander Lernet-Holenia. Die Uraufführung fand am 21. August 1952 statt.

## Handlung
An einem Silvestertag in Wien kreuzen sich auf dramatische Weise die Wege von Toni Sponer und Karin Manelli. Sponer ist ein Taxichauffeur, der als Kriegsheimkehrer ohne Papiere in Wien lebt und stets seine Verhaftung befürchten muss. Karin Manelli wird von der krankhaften Eifersucht ihres Ehemanns Claude verfolgt und will versuchen, mit Hilfe eines gemeinsamen alten Freundes, John Milton, in die Vereinigten Staaten zu fliehen. Claude Manelli kann mit Hilfe seines Sekretärs ein Telegramm Miltons abfangen, das dieser im Salzburger Bahnhof aufgegeben hat und das seine Ankunft an selbem Abend in Wien ankündigt. Nach einer erzwungenen Aussprache mit Claude flüchtet Karin aus der gemeinsamen Villa, um sich entgegen dem Claude gegebenen Versprechen doch mit John Milton zu treffen.
Toni übernimmt für seinen Freund und Chef Ferdl Haintl an diesem Abend den Dienst am Westbahnhof. Dort besteigt Milton sein Taxi und lässt sich zum Büro einer Fluggesellschaft in der Innenstadt fahren. Während Toni die Koffer Miltons für den Rückflug aufgibt, wird Milton von Claude, der dem Taxi gefolgt ist, durch den Straßenlärm unbemerkt erschossen. Toni entdeckt zunächst den Mord nicht und fährt in Richtung des angegebenen Hotels. Als er den toten Milton bemerkt, will Toni zuerst die Polizei benachrichtigen. Doch nach dem Fund von Miltons Brieftasche samt US-amerikanischem Pass entschließt sich Toni, die Gelegenheit zu nutzen und die Identität Miltons anzunehmen, um in die USA zu fliehen.
Als Toni im Hotel auf Karin, die dort die Ankunft Miltons erwartet, trifft, versucht er mit fadenscheinigen Ausreden, die Situation zu erklären. Karin flüchtet daraufhin und benachrichtigt die Polizei. Nach seiner Verhaftung werden er und Karin vom Polizeiinspektor zu Claude geführt, der als Pianist im Konzerthaus eine Aufführung hat. Dort erklärt Claude, dass Karin nicht zurechnungsfähig sei und unter seiner Vormundschaft stehe. Sie flüchtet erneut und trifft sich mit Toni, der sie schließlich von seiner Unschuld am Tod Miltons überzeugen kann.
Sie beschließen, den gebuchten Flug in die USA gemeinsam anzutreten. Doch die Polizei ist auf der Suche nach ihnen. Sie flüchten durch das nächtliche Wien. Als sie schließlich am Flughafen ankommen, wartet bereits Claude zusammen mit dem Polizeiinspektor auf sie. Claude kann Karin am Abflug hindern. Unmittelbar bevor Toni das Flugzeug besteigt, kehrt er um und offenbart sich gegenüber dem Polizeiinspektor. Claude fühlt sich in die Enge getrieben und flüchtet auf das Rollfeld, wo er festgenommen wird.
Bevor Toni verhaftet wird, kann er noch eine Frage an Karin richten: „Wo wirst Du sein, wenn ich rauskomme?“ – „Hier, Toni!“

## Hintergrund
Der Roman Ich war Jack Mortimer aus dem Jahr 1933 wurde bereits 1935 von Regisseur Carl Froelich unter diesem Titel verfilmt. Die Neuverfilmung entstand im Filmatelier Schönbrunn, die Außenaufnahmen stammen aus Wien und Umgebung sowie vom Flughafen Wien-Schwechat.

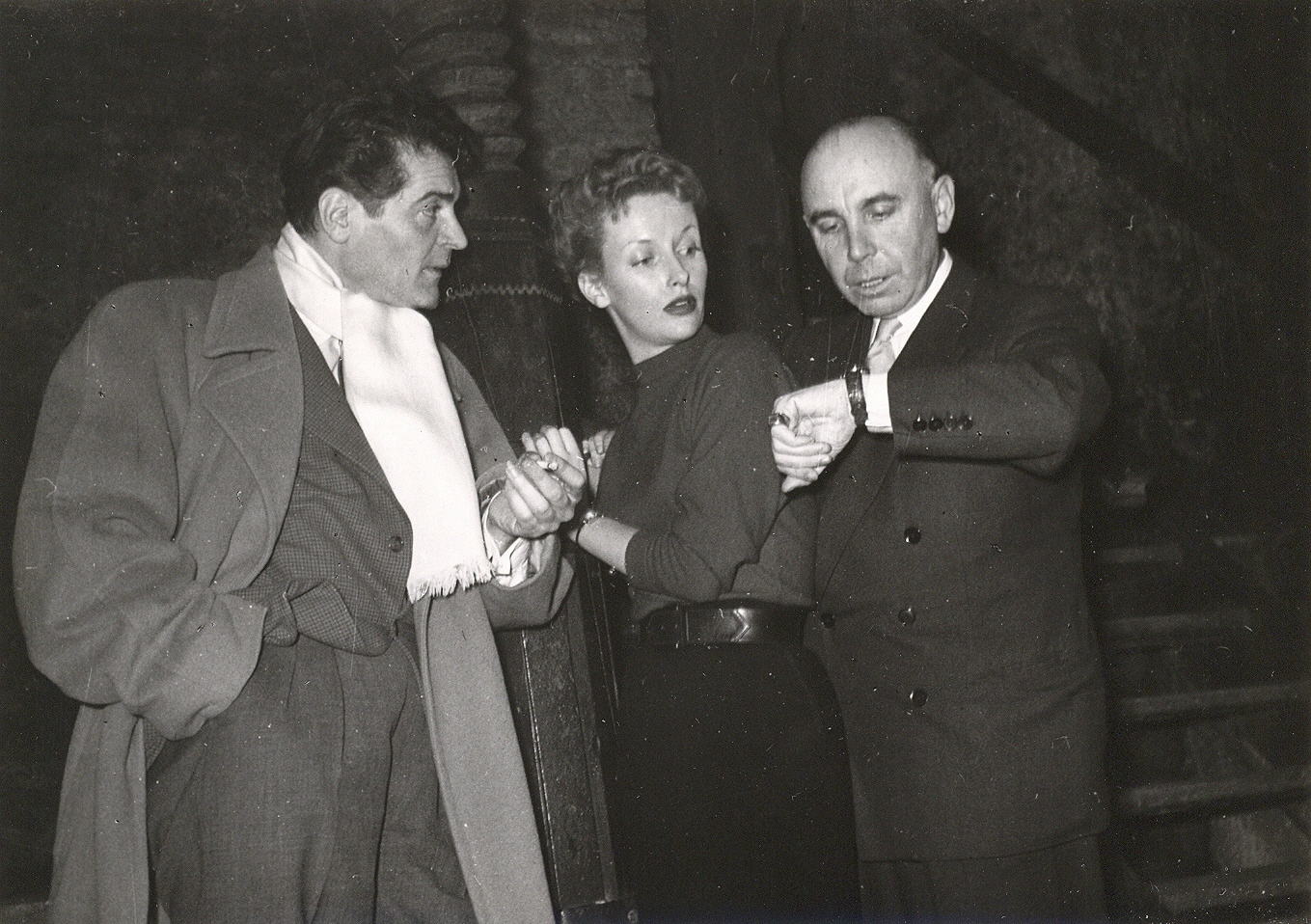
Francis Lederer, Joan Camden und Emile Edwin Reinert während der Dreharbeiten von Stolen Identity

Unter dem Titel Stolen Identity erschien 1953 die amerikanische Version des Films. Sie entstand unter der Regie von Gunther von Fritsch mit den Hauptdarstellern Donald Buka, Joan Camden und Francis Lederer. Der übrige Stab war im Wesentlichen der von Abenteuer in Wien.
Abenteuer in Wien wurde in der Bundesrepublik Deutschland unter dem Titel Gefährliches Abenteuer von der Berliner Herzog-Film in den Verleih gebracht. Im deutschen Hannover fand auch die Uraufführung statt, in Österreich erfolgte die Uraufführung am 19. September 1952 in Wien.
Einige österreichische Filmschaffende sind in Abenteuer in Wien zu Beginn ihrer Karriere als Nebendarsteller zu sehen, so Michael Kehlmann, Franz Marischka und Wolfgang Glück. Auch Fritz Eckhardt, Karl Farkas und Alexander Kerst, in seiner ersten Filmrolle, treten in Nebenrollen auf.
Das Drehbuch entstand unter ungenannter Mitarbeit von Johannes Mario Simmel. Kostümbildner waren Nadja Tiller und Leo Bei.

## Kritik
Wie nicht selten ging die zeitgenössische Kritik auch mit Abenteuer in Wien zunächst hart ins Gericht. So fasst der film-dienst seine Kritik mit

„Ein schwaches Drehbuch, das den Zufall überstark strapaziert, kann auch durch gute Fotografie und Darstellung nicht aufgewogen werden.“

zusammen.
Spätere Kritiker zeigen sich dagegen begeistert:

„Ein kleines, heute fast vergessenes Meisterwerk des Film noir: Ungewohnt düster präsentiert es den Schauplatz Wien – ungemütlich, mit schrägen Treppenhäusern, Durchgängen und vom Verkehr überrollten Gassen.(…) Die von Kameramann Helmuth Ashley eingefangenen Bilder von bezwingend dichter Atmosphäre, das hohe Tempo und die guten schauspielerischen Leistungen machen Abenteuer in Wien, die erste österreichisch-amerikanische Koproduktion seit Beginn des Tonfilms in Österreich, zu einem der herausragendsten deutschsprachigen Kriminalfilme überhaupt.“

„Ein kleines, lang kritisch vernachlässigtes Meisterwerk des österreichischen Nachkriegskinos.“